# Poeti dall'inferno
Poeti dall'inferno (Total Eclipse) è un film del 1995 diretto da Agnieszka Holland. La sceneggiatura, tratta dall'opera teatrale di Christopher Hampton, rappresenta una ricostruzione accurata e precisa della complicata relazione sentimentale tra i poeti maledetti Paul Verlaine e Arthur Rimbaud.

## Trama
Parigi, ultimo decennio del XIX secolo. L'ormai anziano poeta Paul Verlaine, da tempo in declino, viene contattato da Isabelle, sorella di Arthur Rimbaud, morto da diversi anni: la donna, d'accordo con la madre, è alla ricerca di testi e poesie del fratello. Verlaine ricorda allora gli anni della sua turbolenta relazione con Rimbaud.
Nel 1871, dopo aver letto e apprezzato alcune sue poesie, Verlaine accoglie Rimbaud in casa propria. Il poeta scopre che il ragazzo ha mentito sulla propria età, dichiarando di avere 21 anni anziché 16: Verlaine si sente perciò attratto sin da subito da lui e dal suo precoce genio poetico. Col passare del tempo la spregiudicatezza di Rimbaud, insofferente ai dettami della borghesia e dalle leggi dell'élite poetica parigina, coinvolge lo stesso Verlaine, da tempo privo di ispirazione e costretto in un matrimonio non voluto con Mathilda Maute, figlia di un ricco mercante che di fatto lo mantiene. Quando il giovane viene cacciato di casa dal suocero, Verlaine abbandona a sua volta la moglie e il figlio appena nato per fuggire con lui, e i due poeti intraprendono una burrascosa relazione omosessuale.
La storia tra Verlaine e Rimbaud porta i due a produrre eccellenti poesie, ma al tempo stesso conduce entrambi a un rapporto morboso e masochistico, nel quale non si capisce chi sia sottomesso a chi; Verlaine si dichiara sin da subito innamorato di Rimbaud, ma questi dice di essergli solo affezionato e che lo amerà solo quando non dovrà condividere il suo amore con nessun altro: in effetti il carattere bellicoso dell'amante porta spesso l'uomo a desiderare la tranquillità della vita borghese, e a frequenti ripensamenti. La relazione va avanti per due anni, finché, giunti a Bruxelles, Verlaine richiama a sé Mathilda. I due sembrano riappacificarsi: l'uomo, mentendo, le confessa di essere scappato per via delle sue simpatie filorivoluzionarie, e non per seguire Rimbaud. La donna gli propone allora di trasferirsi con lei in Nuova Caledonia, dove potrebbe chiedere un'amnistia e continuare a scrivere. L'uomo sembra acconsentire, ma all'ultimo momento viene convinto da Rimbaud a scappare.
I due poeti si trasferiscono a Londra, dove vivono di espedienti. In seguito a un furioso litigio, durante il quale Rimbaud gli rinfaccia di non avere il coraggio di scegliere tra lui e sua moglie, Verlaine fugge nuovamente a Bruxelles, lasciando l'amante disperato e senza soldi. Poco tempo dopo i due si riuniscono e hanno un nuovo, tremendo alterco durante il quale Verlaine, ubriaco, spara a Rimbaud ferendolo a una mano. Arrestato e processato per sodomia, Verlaine è condannato a due anni di carcere; Rimbaud torna invece nella fattoria di sua madre, dove, tormentato dall'amore e dall'odio per il suo compagno, scrive il suo capolavoro Une Saison en Enfer.
Dopo aver scontato la sua pena, Verlaine incontra un'ultima volta Rimbaud in Germania; l'uomo, convertitosi in carcere al cristianesimo, cerca di convincere il suo ex-compagno a pentirsi a sua volta dei propri peccati, ma questo lo mette nuovamente di fronte alla verità: lui lo desidera ancora e non sarà mai in grado di scegliere tra la vita borghese e quella scapestrata che egli potrebbe offrirgli. I due si lasciano, stavolta per sempre.
Isabelle racconta a Verlaine cosa ne è stato di Rimbaud dopo la loro separazione: il giovane si era trasferito in Africa, dove aveva gestito una stazione di posta e aveva preso una fidanzata e, forse, anche un amante uomo. Era poi tornato in Francia in seguito alla scoperta di un tumore, a causa del quale aveva dovuto amputarsi una gamba andata in gangrena; nonostante questo, la malattia lo aveva condotto alla morte a soli 37 anni. La sorella racconta che, poco prima di morire, Rimbaud aveva offerto la sua confessione a un sacerdote cattolico: pertanto le sue opere potranno essere pubblicate, a patto che non violino la morale oppure siano censurate.
Isabelle chiede dunque a Verlaine di farle avere eventuali testi di Rimbaud, per poter pubblicare quelli non licenziosi e bruciare quelli in grado di destare scandalo. Il poeta finge di acconsentire, ma una volta che la donna è andata via straccia il suo biglietto da visita, deciso a tenere per sé le poesie del suo amante. Mentre beve dell'assenzio (dal quale è ormai dipendente), Verlaine ha infine una visione di Rimbaud sedicenne, il quale finalmente gli dichiara il proprio amore.

## Sceneggiatura
La sceneggiatura è di un'opera teatrale di Christopher Hampton del 1967. La sceneggiatura era già stata messa in film nel 1989 per la tv ungherese con il titolo di Teljes napfogyatkozás dal regista Tamás Balikó. Curiosamente il film della Holland è stato distribuito in Ungheria con lo stesso titolo.

## Location
Il film è stato girato tra Anversa, Bruxelles, Parigi e Gibuti.

## Critica
La critica più forte mossa al film e alla sceneggiatura è che non sviluppino pienamente l'importanza che la relazione "maledetta" dei due poeti ebbe nello sviluppo del Simbolismo. Si tratta quasi di uno sceneggiato televisivo, fedele e accurato, ma che non indaga la psicologia dei personaggi.
Il film si svolge solo nella descrizione del peggior momento della relazione e nelle conseguenze disastrose del loro rapporto; la mancanza di una visione di quello che erano i due prima del loro incontro rende incomprensibili gli sviluppi successivi e il senso quasi morboso del loro legame da parte di Verlaine.